# Amaia Pérez Orozco
Amaia Pérez Orozco (Burgos, 1977) és una doctora en economia, activista social i feminista espanyola dedicada a l'estudi de la sostenibilitat de la vida.
Va estudiar Economia a la Universitat Carles III on va descobrir l'economia feminista i ecologista. Es va doctorar en Economia Internacional i Desenvolupament a la Universitat Complutense de Madrid. Exerceix un rol important dins de l'economia feminista. Forma part del col·lectiu "XXK, feminismos, pensamiento, acción"
Treballa principalment sobre la sostenibilitat de la vida com el conjunt de necessitats materials i afectives de les persones. En la seva obra Subversió feminista de l'economia, publicat el 2014, Orozco fa una crítica profunda del sistema i insisteix sobre el concepte de "sostenibilitat de la vida" i en "posar la vida al centre". Ha estat responsable en l'UN-INSTRAW de l'estudi de propostes per reorganitzar les cures.
La seva és una posició anticapitalista i ecofeminista que integra la perspectiva feminista queer i la teoria post-colonial. Segons l'autora, la vida és vulnerable i precària i això ho hem de resoldre en comú perquè som interdependents, assumint la responsabilitat col·lectiva que possibiliti el buen vivir. I això és incompatible amb el capitalisme, que amenaça constantment la vida. Aquest conflicte entre capital i vida s'acaba resolent en esferes feminitzades i invisibilitzades, fonamentalment en les llars. L'autora denuncia que en aquest conflicte capital-vida, l'heteropatriarcat ha tingut un paper fonamental silenciant el conflicte. Posar la sostenibilitat de la vida al centre significa considerar el sistema socioeconòmic amb totes les activitats (monetaritzades o no), on el què cal valorar és l'impacte final en els processos vitals. Actualment, la visió hegemònica de la vida escindeix vida humana i natura, imposa el somni boig de l'autosuficiència, nega la vulnerabilitat i identifica benestar amb consum mercantil en permanent creixement.
Quan parla de cures parla dels anomenats treballs reproductius o domèstics, aquells que gestionen i mantenen el quotidià de la vida i la salut. La major part es realitza a les llars a través del treball no remunerat o mal pagat de les dones, sostenint la vida en un sistema que no té aquesta prioritat. 
A més parla de les cadenes de cures, denunciant que les dones immigrants han hagut de deixar les cures de les seves famílies per venir a cuidar al Nord global, on són mal pagades i sense drets socials. Constatant que l'ecosistema és finit, es reconeix l'ecodependència i posa en qüestió la idea mateixa de desenvolupament, progrés i creixement. Aposta pel decreixement en l'ús de materials i energia i també en la generació de residus. Aquest decreixement ha de fonamentar-se en l'austeritat i en la redistribució enfront del creixement i no pot ser igual arreu, ha de fer-se en funció del dèficit ecològic dels diferents territoris i grups socials. Sobre el treball, l'autora es qüestiona el per què s'anomena producció a l'extracció o transformació de recursos i energia. Amb quina finalitat treballem? Quins són els treballs socialment necessaris? Quins els socialment prescindibles? I quins són els treballs nocius?
Des de l'economia feminista es denuncia que el paradigma neoclàssic té un clar biaix androcèntric: es nega rellevància econòmica a les esferes associades a la feminitat (àmbit privat-domèstic, llar i treball no remunerat) i l'experiència masculina en els mercats serveix per definir la normalitat econòmica. De fet parla del BBVAh, el subjecte polític per antonomàsia: Blanc, Burgès, Varon (home), Adult i afegeix Heterosexual i amb funcionalitat normativa, i com més allunyat d'aquests eixos de privilegis, menys privilegis. La seva proposta és desplaçar l'eix analític dels mercats i els processos d'acumulació de capital cap a la sostenibilitat de la vida. El repte és definir democràticament a què anomenarem buen vivir i com ho convertirem en responsabilitat col·lectiva.
A més, la seva perspectiva crítica de la gestió i anàlisi de la crisi del 2007 i de l'Estat del Benestar han estat fonamentals per fer avançar el debat en els moviments socials. Segons l'economia feminista, la crisi no va ser només financera, la crisis és multidimensional i acumulada, civilitzatòria i precedeix a l'esclat financer. L'autora parla de la crisi ecològica de dimensions globals, de la crisi de reproducció social que afecta el Sud global i de la crisi de cures en el Nord global. Va ser crítica amb les polítiques d'austeritat perquè augmentaven la pressió a les llars (i a les dones) que eren qui en última instància resolien les carències de l'Estat. Davant la crisi-estafa, que va derivar en precarietat vital i una crisi de reproducció social per a les majories, l'autora proposava deixar de pagar el deute i fer una auditoria ciutadana que determinés si aquest deute era il·legítim o no. Sobre l'Estat del Benestar denuncia que s'ha basat en l'explotació de la natura, en l'espoli del Sud Global i en la invisibilització dels treballs no remunerats feminitzats.
Amaia Pèrez Orozco és molt prolífica en la creació de texts, assistència a jornades, entrevistes, vídeos, on busca obrir el debat amb una postura crítica al sistema socioeconòmic que integri el gènere com una categoria analítica central intentant trobar nexes teòrics i polítics de confluència i enriquiment mutu entre l'economia feminista i altres perspectives de pensament crític des dels marges.

## Obres
- Pérez Orozco, A. 2017. ¿Espacios económicos de subversión feminista? Viento sur n. 150. https://vientosur.info/IMG/pdf/13._espacios_econo_micos_de_subversio_n_feminista_.pdf
- Pérez Orozco, A. 2014. Subversión feminista de la economía. Madrid: Traficantes de Sueños, 2014. ISBN 9788496453487, OCLC 10152102887. https://www.traficantes.net/sites/default/files/pdfs/Subversi%C3%B3n%20feminista%20de%20la%20econom%C3%ADa_Traficantes%20de%20Sue%C3%B1os.pdf
- Pérez Orozco, A. López Gil, S. 2011. Desigualdades a flor de piel. Cadenas globales de cuidados. Concreciones en el empleo de hogar y políticas públicas. Madrid: ONU Mujeres. ISBN 9213270097  ISBN 9789213270097.
- Pérez Orozco, A. 2010. Cadenas globales de cuidado. ¿Qué derechos para un régimen global de cuidados justo? Santo Domingo: Instituto Internacional de Investigaciones y Capacitación de las Naciones Unidas para la Promoción de la Mujer (UN-INSTRAW). https://metgesdecatalunya.cat/uploaded/File/Documentacio/Cadenas_de_cuidado.pdf
- Pérez Orozco, A. 2008. Pero... ¿de qué igualdad hablamos? Disidencias feministas. Retos del siglo XXI: algunas propuestas. Pàg 103-130.
- Pérez Orozco, Amaia. 2006. Perspectivas feministas en torno a la economía: el caso de los cuidados. Madrid: Consejo Económico y Social. ISBN 9788481882643 https://porunavidavivible.files.wordpress.com/2012/09/perez-orosco.pdf
- Legarreta Iza, M. Avila Cantos, D. Pérez Orozco, A. 2006. Transformaciones del trabajo desde una perspectiva feminista: producción, reproducción, deseo, consumo. Madrid: Tierradenadie.
- Pérez Orozco, A. 2006. Amenaza tormenta: la crisis de los cuidados y la reorganización del sistema económico. Revista de Economía Crítica, nº 5. pàg. 7-37. http://observatoridesc.org/sites/default/files/1_amenaza_tormenta.pdf
- Paz Antolín, M., Pérez Orozco, A. 2001. El empleo femenino en la maquiladora textil en Guatemala y las transformaciones de género. Anuario de Estudios Centroamericanos. Vol. 27, nº 2, pág. 35-55. https://dialnet.unirioja.es/servlet/articulo?codigo=5076091